# Grand Prix d'Ouverture La Marseillaise 1992
Il Grand Prix d'Ouverture La Marseillaise 1992, tredicesima edizione della corsa, si svolse il 4 febbraio 1992 su un percorso di 134 km, con partenza e arrivo ad Aubagne, in Francia. La vittoria fu appannaggio del belga Edwig Van Hooydonck, che completò il percorso in 3h24'02", alla media di 39,405 km/h, precedendo i francesi Eddy Seigneur e Gilles Delion.
Sul traguardo di Aubagne 62 ciclisti portarono a termine la competizione.

## Ordine d'arrivo (Top 10)
| Pos. | Corridore               | Squadra               | Tempo    |
| ---- | ----------------------- | --------------------- | -------- |
| 1    | Edwig Van Hooydonck     | Buckler-Colnago-Decca | 3h24'02" |
| 2    | Eddy Seigneur           | Z                     | a 3"     |
| 3    | Gilles Delion           | Helvetia-La Suisse    | a 9"     |
| 4    | Roland Leclerc          | Castorama             | a 10"    |
| 5    | Michel Vermote          | R.M.O.                | a 28"    |
| 6    | Richard Virenque        | R.M.O.                | a 31"    |
| 7    | Robert Forest           | Chazal-Vanille        | a 3'15"  |
| 8    | Patrice Esnault         | Chazal-Vanille        | a 19'02" |
| 9    | Mario Cipollini         | GB-MG Boys Maglificio | a 19'46" |
| 10   | Jean-Pierre Heynderickx | Collstrop-Garden Wood | s.t.     |